# ヒラリタス (小惑星)
ヒラリタス (996 Hilaritas) は、小惑星帯の小惑星。ヨハン・パリサがウィーンで発見した。
パリサが1925年に死去した後、陽気な人物とされた彼を偲んで、ラテン語で「陽気」を表す言葉から名付けられた。